# 盧科維特角

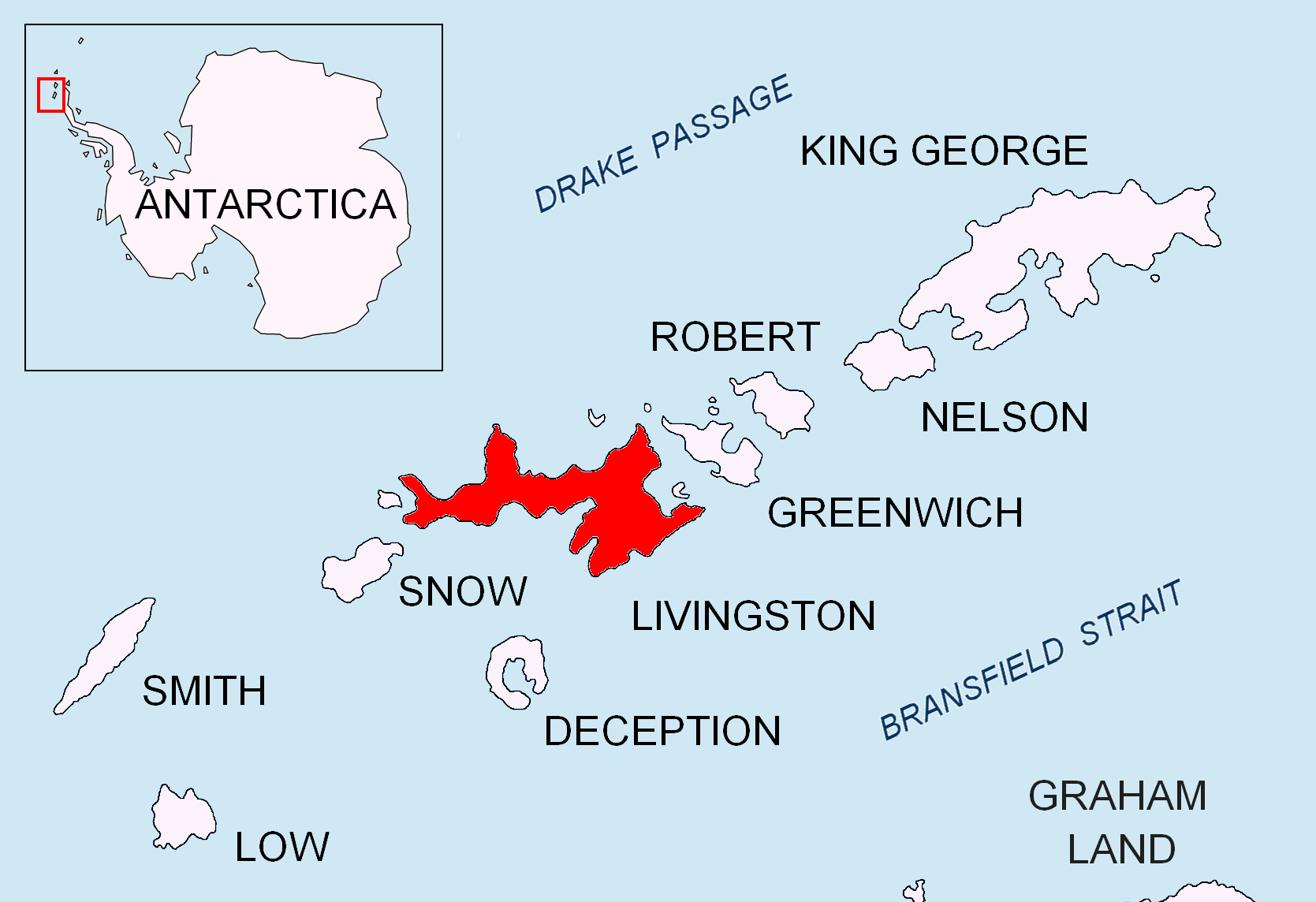

盧科維特角是南極洲的海岬，位於南設得蘭群島的利文斯頓島，處於西丁斯角西南面2.74公里和庫克倫角以東5.6公里，以保加利亞北部城鎮盧科維特命名。
62°34′00″S 60°28′00″W / 62.56667°S 60.46667°W

## 外部連結
- SCAR Composite Antarctic Gazetteer